# Jégvarázs
A Jégvarázs (eredeti címen: Frozen) 2013-ban bemutatott amerikai 3D-s számítógépes animációs film, amely Hans Christian Andersen A Hókirálynő című meséje alapján készült. Az animációs játékfilm rendezői Chris Buck és Jennifer Lee, producere Peter Del Vecho. A forgatókönyvet Shane Morris írta, a zenéjét Christophe Beck szerezte. A mozifilm gyártói a Walt Disney Pictures és a Walt Disney Animation Studios, forgalmazója a Walt Disney Studios Motion Pictures. Műfaja zenés fantasyfilm. A stúdió 53. egész estés animációs filmje.
A filmet Észak-Amerikában 2013. november 27-én, míg Magyarországon az év december 5-én mutatták be a mozikban. A magyar premierje az eredeti premier tervezett időpontja után egy héttel volt.
A Jégvarázst már évekkel ezelőtt tervbe vették, a munkálatai azonban csak 2011-ben kezdődtek el, amikor is Chris Buck, a Tarzan társrendezője foglalta el a film rendezői székét. A zenéjét Christophe Beck és a Robert Lopez, Kristen Anderson-Lopez házaspár szerezte.
A mozifilm már a nyitóhétvégén óriási sikert aratott, valamint a kritikusok külön elismerésben részesítették a zenéjét.

## Cselekmény
|  | Alább a cselekmény részletei következnek! |

Arendelle királyságában a királyi család legidősebb lánya, Elza hercegnő különleges hatalom birtokában van: képes jeget és havat varázsolni a tenyerével. Egy alkalommal, mikor a kishúgával, Annával játszik, csodás képessége súlyosan megsebesíti a testvérét, akit véletlenül a fején talál el a varázs. A király és a királyné az erdő mélyén élő, varázserejű trollokhoz viszik a kislányt, hogy ott meggyógyítsák. A trollok királya meg is gyógyítja Annát, mely során kitörli a kislány emlékezetét a nővére képességeiről, de figyelmezteti a szüleit, ha a jégvarázs Anna szívét találja el, könnyen meg is halhatott volna. Elza a gondolattól rettegve, hogy az ereje újból ártani fog a húgának, ettől fogva elszigeteli magát a külvilágtól, így Annától is. Évekkel később Anna és Elza szülei egy hajóútra mennek, melyen viharba kerülnek, és odavesznek a tengerben.
Három évvel a szülők halála után méltóságok özönlenek Arendelle-be a világ minden tájáról Elza nyár közepi, koronázási ünnepségére, ugyanis az eddigi hercegnő elérte a koronázáshoz szükséges életkort. Köztük van Bronzország hercege, aki az új királynő által akarja megszerezni Arendelle gazdagságát. Az ünnepség elérkeztével Elza egyre jobban fél, hogy képtelen lesz kordában tartani az erejét, Anna viszont alig várja az ünnepélyt, hogy új emberekkel ismerkedhessen meg. Az utcán sétálva találkozik a jóképű Hans herceggel a szomszédos királyságból, akivel azonnal szerelembe esik. Az ünnepség során csodás időt töltenek el kettesben és Hans megkéri Anna kezét, aki igent mond. Elza azonban ellenzi az eljegyzést, és mikor a két testvér vitába száll egymással, Elza ereje elszabadul, a palota padlóját hirtelen hegyes jégdárdák borítják be. A királyság lakói megrémülnek a látványtól, Bronzország hercege boszorkánysággal vádolja meg Elzát. A rémült Elza elmenekül a kastélyból, eközben minden felületet jég kezd beborítani, még a kikötő vize is befagy.
Anna vállalja, hogy helyrehozza a dolgokat és elindul Elza után, hogy megkeresse őt. Távollétében a királyság irányítását Hansra bízza.
Elza felmenekül a magas hegyekbe, ahol úgy dönt, többé nem fog félelemben élni, és szabadjára engedi mágikus erejét, ami – tudtán kívül – az egész királyságra fagyos telet hoz. Anna, Elza után kutatva a hegyekben, találkozik Kristoffal, a hegyi emberrel és rénszarvasával, Svennel. Kristoff vállalja, hogy a lány kísérője és kalauza lesz a hegyvidéken. A páros rövidesen megismerkedik Olaffal, a beszélő hóemberrel, akit Elza varázsa hozott létre. Olaf, akárcsak Anna és Kristoff, vissza akarja hozni a nyarat Arendelle-be (nincs tisztában azzal, hogy hóember lévén a melegben elolvadna) így elkíséri őket a magas, hófödte hegyekbe, ahol Elza jégpalotája áll.
Anna, Elza jégpalotájába érve, elmondja testvérének, hogy Arendelle-ben beköszöntött a tél, majd arra kéri, térjen vissza a királyságba, hogy helyrehozza. De Elza visszakozik, mert nem tudja hogyan tegye meg, továbbá még mindig retteg attól, hogy az erejével ártani fog az embereknek, legfőképp Annának. Elza egyre zaklatottabb lesz Anna jelenlététől, s végül az egyik jégvarázslata eltalálja a testvérét, közvetlenül a szívénél. Hogy megvédje a húgát a továbbiakban, Elza megteremti a Hóriást, egy hatalmas hószörnyet, hogy kidobja Annát és Kristoffot a jégpalotájából.
Kristoff rövidesen felfedezi, hogy Anna haja fehérré változik, így elviszi őt örökbefogadó családjához, a trollokhoz, hogy segítsenek rajta. A trollkirály szerint csak az „igaz szeretet” mentheti meg Annát, hogy feloldja megfagyasztott szívét. Kristoff mihamarabb igyekszik visszavinni őt a kastélyba, bízva abban, hogy egy igaz szerelmes csók Hans és Anna közt képes megmenteni őt.
Eközben Bronzország hercegének emberei és Hans megostromolják Elza jégpalotáját, legyőzik a Hóriást, a királynőt pedig fogságba ejtik. Abban bíznak, hogy Elza halála véget vet a fagyos télnek Arendelle-ben. Hans megpróbálja rávenni Elzát, hogy oldja fel a varázst, ő azonban még mindig nem tudja, hogyan tegye. Kristoff visszaviszi Annát a kastélyba, ahol a szolgálókra bízza, akik rögvest Hans elé viszik. Hans azonban nem csókolja meg Annát, mivel, felfedvén valódi szándékát, az a célja, hogy félreállítsa Elzát az útjából, és ő legyen Arendelle uralkodója. Annát egy szobába záratja, hogy megfagyjon, Elzát pedig ki akarja végeztetni, ő azonban az ereje segítségével megszökik a börtönből. Ugyanekkor Olaf megszökteti Annát a palotából.
Mivel Elza félelmei egyre nagyobbak, az ereje csak fokozódik, és pusztító hóvihar csap le a királyságra. Olaf minden erejével igyekszik Annát melegen tartani, hogy meg ne fagyjon. Ráébreszti Annát, hogy Kristoff az igaz szerelme, és minél hamarabb össze kell őket hoznia, hogy megcsókolják egymást. Kristoff is igyekszik visszaérni a palotába, mivel rájön, hogy szereti Annát. Hans rátalál Elzára, és azt hazudja neki, hogy Anna halott, mégpedig miatta. Elza bánata lecsitítja a hóvihart, ezt kihasználva Hans arra készül, hogy megölje őt a kardjával. Anna észreveszi ezt, és utolsó életerejével megmenti Elzát, ám közben jéggé fagy. Elzát mérhetetlen bánat tölti el húga halála miatt. Pillanatokon belül azonban Anna kiolvad, mivel a nővére igaz szeretete felolvasztotta őt a jégvarázsból.
Elza rájön, hogy a szeretet a kulcsa, hogy kordában tudja tartani az erejét. Ezen felismerés alapján felolvasztja az országot a tél alól, és még Olafot is életben tartja, egy saját hófelhőt varázsol a feje fölé. Így Olaf vágya teljesül, mert megláthatja a nyarat. A történtek után Hans börtönbe kerül, majd kitoloncolják az országból, Bronzország hercege pedig megszégyenülve, kereskedelmi szerződés nélkül tér vissza országába.
Kristoff és Anna végre megcsókolják egymást. Elza támogatja a kapcsolatukat: Kristoffot udvari jégszállítóvá és pohárnokká nevezi ki és megajándékozza egy új szánnal. Elza megígéri, hogy soha többé nem fog elzárkózva élni, ezzel helyreállítja a testvéri kapcsolatát Annával, és az egész királyság ünnepel.
|  | Itt a vége a cselekmény részletezésének! |

## Szereplők
| Szereplő            | Eredeti hang                                    | Magyar hang                              | Leírás |
| ------------------- | ----------------------------------------------- | ---------------------------------------- | --- |
| Anna                | Kristen Bell (felnőtt)                          | Vágó Bernadett                           | A film hősnője, Elza húga. Mindennél fontosabb számára a testvérével való kapcsolata, s a történet során ezt próbálja helyrehozni.                                                                           |
| Anna                | Livvy Stubenrauch (gyerek) Katie Lopez (gyerek) | Boldog Emese (ének is)                   | A film hősnője, Elza húga. Mindennél fontosabb számára a testvérével való kapcsolata, s a történet során ezt próbálja helyrehozni.                                                                           |
| Anna                | Agatha Lee Monn (gyerek)                        | Hermann Lilla (ének)                     | A film hősnője, Elza húga. Mindennél fontosabb számára a testvérével való kapcsolata, s a történet során ezt próbálja helyrehozni.                                                                           |
| Elza                | Idina Menzel                                    | Farkasházi Réka Füredi Nikolett (ének)   | Arendelle királynője, Anna nővére, aki különös varázserővel rendelkezik. A történet során próbálja ezt elnyomni magában, de végül sikerül megértenie az ereje mibenlétét, és rájön, mire is képes valójában. |
| Elza                | Eva Bella (gyerek)                              | Jelinek Éva                              | Arendelle királynője, Anna nővére, aki különös varázserővel rendelkezik. A történet során próbálja ezt elnyomni magában, de végül sikerül megértenie az ereje mibenlétét, és rájön, mire is képes valójában. |
| Elza                | Spencer Lacey Ganus (gyerek)                    | Hermann Lilla                            | Arendelle királynője, Anna nővére, aki különös varázserővel rendelkezik. A történet során próbálja ezt elnyomni magában, de végül sikerül megértenie az ereje mibenlétét, és rájön, mire is képes valójában. |
| Kristoff            | Jonathan Groff                                  | Magyar Bálint                            | A hegyi ember, aki Anna hercegnő barátja és kalauza lesz a kalandjai során. |
| Kristoff            | Tyree Brown (gyerek)                            | Straub Martin                            | A hegyi ember, aki Anna hercegnő barátja és kalauza lesz a kalandjai során. |
| Olaf                | Josh Gad                                        | Seder Gábor                              | A hóember, akit Anna és Elza gyerekként épített, s Elza varázsa később életre kelti őt. Segít Annának és Kristoffnak egyaránt.                                                                               |
| Hans                | Santino Fontana                                 | Pál Tamás                                | Jóképű herceg a szomszéd királyságból, kezdetben Anna udvarlója, ám valódi szándékai is rövidesen felszínre kerülnek.                                                                                        |
| Bronzország hercege | Alan Tudyk                                      | Harsányi Gábor                           | Arendelle legjobb pénzügyi kliense, aki az új királynő által akarja megszerezni a birodalom földi javait. |
| Pabbie              | Ciarán Hinds                                    | Horányi László                           | A trollok királya, aki segít Elzának, hogy megértse a varázserejét, és Annát is meggyógyítja. |
| Oaeken              | Chris Williams                                  | Rajkai Zoltán                            | Egy hegyi bolt vezetője, aki felszereléssel látja el Annát és Kirstoffot az útjukra. |
| Kai                 | Stephen J. Anderson                             | Barbinek Péter                           | A királynő legbizalmasabb tanácsosa. |
| Agnarr király       | Maurice LaMarche                                | Rosta Sándor                             | Anna és Elza édesapja, Arendelle előző uralkodója. |
| Bulda               | Maia Wilson                                     | Náray Erika                              | Egy troll, amolyan anyafigura Kristoff életében. |
| Gerda               | Edie McClurg                                    | Grúber Zita                              | Egy virgonc trollgyerkőc, Kristoff barátja. |
| Püspök              | Robert Pine                                     | Csuha Lajos                              | A trollok püspöke, aki "össze akarja adni" Annát és Krisstoffot. |
| Spanyol méltóság    | Jesse Corti                                     | Kapácsy Miklós                           | Képviselő Spanyolországból, a koronázási vendégek egyike. |
| Francia méltóság    | Jeffrey Marcus                                  | Péter Richárd                            | Képviselő Franciaországból, a koronázás egyik vendége. |
| Dokkmester          | Tucker Gilmore                                  | Fehér Péter                              | Képviselő Írországból. |
| Szolgáló            | Jennifer Lee                                    | Bessenyei Emma                           | A királyi palotában szolgáló személyzet egyik tagja. |
| Trollgyerekek       | Agatha Lee Monn Spencer Lacey Ganus Tyree Brown | Boldog Gábor Györke Laura Straub Norbert | A troll házaspárok gyermekei, Kristoff barátai. |

További magyar hangok:  Bartók László, Petridisz Hrisztosz (Hajókapitány), Bor László (Tengerész#1), Gubányi György (Tengerész#2), Sági Tímea (Anya a téren), Sipos Eszter Anna (Izgatott feleség), Sörös Miklós (Izgatott férj), Sz. Nagy Ildikó (Városlakó), Barcsik Anna, Barcsik Lilla, Bartók László, Gardi Tamás, Juhász Zoltán, Kántor Zoltán, Kis-Kovács Luca, Laurinyecz Réka, Mohácsi Nóra, Németh Attila, Papucsek Vilmos, Vámos Mónika

## Dalbetétek
A Jégvarázs eredeti filmzenéi mellett a filmben hagyományos Disney betétdalok is felcsendülnek. A dalok többségét Robert Lopez és Kristen Anderson-Lopez szerezte, akik korábban a Disney Micimackójához szereztek betétdalokat. A Jégvarázs betétdalai közül a kritikusok körében elsöprő sikert aratott a „Let it Go” (mely később elnyerte a "Legjobb Betétdalnak" járó Oscar-díjat) és az „In Summer”, valamint Kristen Bell és Idina Menzel duettje, a „For the First Time in Forever”. A film többi zenéjét Christophe Beck szerezte, akinek a nevéhez nagy sikerként a film nyitódalát, a Vuelie-t fűzték, amelyet hagyományos norvég, mély szólamú kánonban vettek fel. A film zenéje idézi a norvég zeneműfajokat, amit 80 fős zenekar és 32 fős énekescsoport énekelt fel. A zenészek elmondása szerint: „a zene kulcsfontosságú, megteremti a film hangulatát az elejétől a végéig”.
| 1.      | Frozen Heart                             | A Jégvarázs stábja                             | 1:45 |
| 2.      | Do You Want to Build a Snowman?          | Kristen Bell, Agatha Lee Monn, and Katie Lopez | 3:27 |
| 3.      | For the First Time in Forever            | Kristen Bell és Idina Menzel                   | 3:45 |
| 4.      | Love is an Open Door                     | Kristen Bell és Santino Fontana                | 2:07 |
| 5.      | Let It Go                                | Idina Menzel                                   | 3:44 |
| 6.      | Reindeer(s) are Better Than People       | Jonathan Groff                                 | 0:50 |
| 7.      | In Summer                                | Josh Gad                                       | 1:54 |
| 8.      | For the First Time in Forever (Reprise)  | Kristen Bell, Idina Menzel                     | 2:30 |
| 9.      | Fixer Upper (közreműködik Maia Wilson)   | A Jégvarázs stábja                             | 3:02 |
| 10.     | Let It Go                                | Demi Lovato                                    | 3:47 |
| 11.     | Vuelie (közreműködik a Cantus női kórus) | Christophe Beck                                | 1:36 |
| 12.     | Elsa and Anna                            | Christophe Beck                                | 2:43 |
| 13.     | The Trolls                               | Christophe Beck                                | 1:48 |
| 14.     | Coronation Day                           | Christophe Beck                                | 1:14 |
| 15.     | Heimr Arnadlr                            | Christophe Beck                                | 1:25 |
| 16.     | Winter's Waltz                           | Christophe Beck                                | 1:00 |
| 17.     | Sorcery                                  | Christophe Beck                                | 3:17 |
| 18.     | Royal Pursuit                            | Christophe Beck                                | 1:02 |
| 19.     | Onward and Upward                        | Christophe Beck                                | 1:54 |
| 20.     | Wolves                                   | Christophe Beck                                | 1:44 |
| 21.     | The North Mountain                       | Christophe Beck                                | 1:34 |
| 22.     | We Were So Close                         | Christophe Beck                                | 1:53 |
| 23.     | Marshmallow Attack!                      | Christophe Beck                                | 1:43 |
| 24.     | Conceal, Don't Feel                      | Christophe Beck                                | 1:07 |
| 25.     | Only an Act of True Love                 | Christophe Beck                                | 1:07 |
| 26.     | Summit Siege                             | Christophe Beck                                | 2:32 |
| 27.     | Return to Arendelle                      | Christophe Beck                                | 1:38 |
| 28.     | Treason                                  | Christophe Beck                                | 1:36 |
| 29.     | Some People Are Worth Melting For        | Christophe Beck                                | 2:06 |
| 30.     | Whiteout                                 | Christophe Beck                                | 4:17 |
| 31.     | The Great Thaw (Vuelie Reprise)          | Christophe Beck                                | 2:29 |
| 32.     | Epilogue                                 | Christophe Beck                                | 3:04 |
| 1:03:40 |                                          |                                                |      |

### A magyar változat dalai
| Magyar                         | Magyar                                                                        | Angol                                   | Angol                                    |
| Dal                            | Előadó                                                                        | Dal                                     | Előadó                                   |
| ------------------------------ | ----------------------------------------------------------------------------- | --------------------------------------- | ---------------------------------------- |
| Jéggé fagytál már              | [[Bergendy-együttes[forrás?]]]                                                | Frozen Heart                            | Chorus                                   |
| Csak egy ici-pici hó kell      | Vágó Bernadett Hermann Lilla Boldog Emese                                     | Do You Want To Build a Snowman?         | Kristen Bell Agatha Lee Monn Katie Lopez |
| Mától mindörökké               | Vágó Bernadett Füredi Nikolett                                                | For the First Time in Forever           | Kristen Bell Idina Menzel                |
| Nyitom a szívem már            | Vágó Bernadett Pál Tamás                                                      | Love Is An Open Door                    | Kristen Bell Santino Fontana             |
| Legyen hó                      | Füredi Nikolett                                                               | Let It Go                               | Idina Menzel                             |
| Rénszarvas jobb, mint az ember | Magyar Bálint                                                                 | Reindeer(s) are Better Than People      | Jonathan Groff                           |
| Nyár jő                        | Seder Gábor                                                                   | In Summer                               | Josh Gad                                 |
| Mától mindörökké (repríz)      | Vágó Bernadett Füredi Nikolett                                                | For the First Time in Forever (Reprise) | Kristen Bell Idina Menzel                |
| Trollok dala                   | Náray Erika Faragó András Baráth István Csuha Bori Bergendy-együttes[forrás?] | Fixer Upper                             | Maia Wilson Chorus                       |
| Legyen hó (vége főcím)         | (eredeti nyelven)                                                             | Let It Go (Reprise)                     | Demi Lovato                              |

### Dalok a nemzetközi változatban
A film betétdalai számos más országban is rendkívül népszerűvé váltak. A Billboard Top Soundtracks eladási listáján a Jégvarázs a harmincötödik helyen végzett, amivel minden idők egyik legjobban keresett zenealbuma lett, a 2006-os Verdák után. A film albuma 2014. július 31-én jelent meg, és a vártnál is magasabb eladási termelést hozott, amire 1995, a Pocahontas zenealbumának megjelenése óta nem volt példa a Disneynél. 2014. augusztus 5-ére a Jégvarázs megelőzte Beyoncé zenealbumát is, ezzel az ötödik helyre szorította az énekesnőt Billboard Top Soundtracks listán. A megjelenést követő hetekben a Jégvarázs továbbra is tartotta az eladási szintek rekordját, miközben olyan filmzenékkel vetélkedett, mint az Oroszlánkirály és a Titanic.
Az album a tengeren túl is igen keresett lett. Már az első hetekben csaknem 27 millió dollárt gyűjtött be, Németországban,
Spanyolországban, Franciaországban, Dániában Japánban és Olaszországban. A nemzetközi zenealbumokon, a Let It Go című szám, Idina Menzel és Demi Lovato előadása mellett, megtalálható az adott ország anyanyelvén egy-egy híres énekestől. A szám latin amerikai spanyol változatát Carmen Sarahí énekli fel (Pop verzió Martina Stoessel előadásában), a német változatot Willemijn Verkaik, olasz nyelven pedig Serena Autieri (Pop verzió szintén Martina Stoessel előadásában) az énekes. Világszerte a zenealbum több mint 338,000 példányban kelt el.

## Díjak, jelölések
A Jégvarázs számtalan különböző díjra lett jelölve. Többek között Oscar-díjra, a "Legjobb Eredeti Betétdal" és a "Legjobb Animációs Film" kategóriában, melyből mindkettőt meg is nyerte. Ez az első Disney film, amely megnyerte a "Legjobb Animációs Filmnek" járó díjat, az utóbbi évek jelöltjei közül mindig a Pixar Animation Stuidios filmjei nyertek. Továbbá a film nyert egy Golden Globe-díjat, két Grammy-díjat, két BAFTA-díjat, illetve egyéb kritikusi díjakat is bezsebelt. Minden idők egyik legsikeresebb animációs filmjének számít ezzel a teljesítményével, ami  visszanyúlik egészen a 94-es Oroszlánkirály sikereiig.

## Folytatások
A film sikereit követően számos feldolgozása született ilyen-olyan műfajokban:
A filmet 2014 áprilisában vitték színpadra a Broadwayen, ami azonnal óriási siker lett. Észak-Amerikában több, mint 4 millióan váltották rá jegyet. A Disney jelenlegi igazgatója Bob Iger elmondása szerint, még egyik Disney film élő előadásának sem volt ekkora sikere, mind a kritikusok, mind a nézőközönségnél sem.
A kaliforniai Disneylandben a film sikerei után létrehoztak egy teljesen új Jégvarázs témájú parkot Frozen Summer Fun címmel. A parkban többek között látható az Arendelle-i kastélya, valamint Elza jégpalotájának élethű mása. A park megnyitásakor korlátozott ideig a film szereplői is jelen voltak.
Az ABC csatornáján futó Once Upon a Time (Egyszer volt, hol nem volt) című sorozatban 12 részen át Anna és Elza mellékszereplőkként bukkanak fel. A sorozatban Annát, Elizabeth Lail személyesítette meg, míg Elzát Georgina Haig keltette életre. Az epizódok a sorozat negyedik évadjában szerepeltek.
A Disney vezetősége 2014 nyarán jelentette be, hogy a film kapcsán készítenek egy rövidfilmet, melynek címe Frozen Fever (a magyar változatban Jégvarázs Partyláz) lesz. Chris Buck és Jennifer Lee visszatértek a rendezői székbe, valamint Kristen Bell, Idina Menzel, Jonathan Groff, és Josh Gad is elvállalták a szereplők hangjainak megszólaltatását. A rövidfilm története a rendezőpáros elmondása szerint, Anna születésnapi ünnepségét mutatja majd be, ahol Elza váratlanul megfázik, emiatt a varázsereje nagy zűrzavart okoz. A kisfilmet 2015. március 25-én mutatják be, az élőszereplős Hamupipőke film előtt, amely szintén a Disney filmje.
2015. március 12-én bejelentették, hogy egész estés folytatás is várható.

## Televíziós megjelenések
- HBO, HBO Comedy / HBO 3, HBO 2, Film Now (később)
- Digi Film (korábban), Cool, RTL Klub, Sony Movie Channel, Viasat 3, TV2